# 荒井祭里

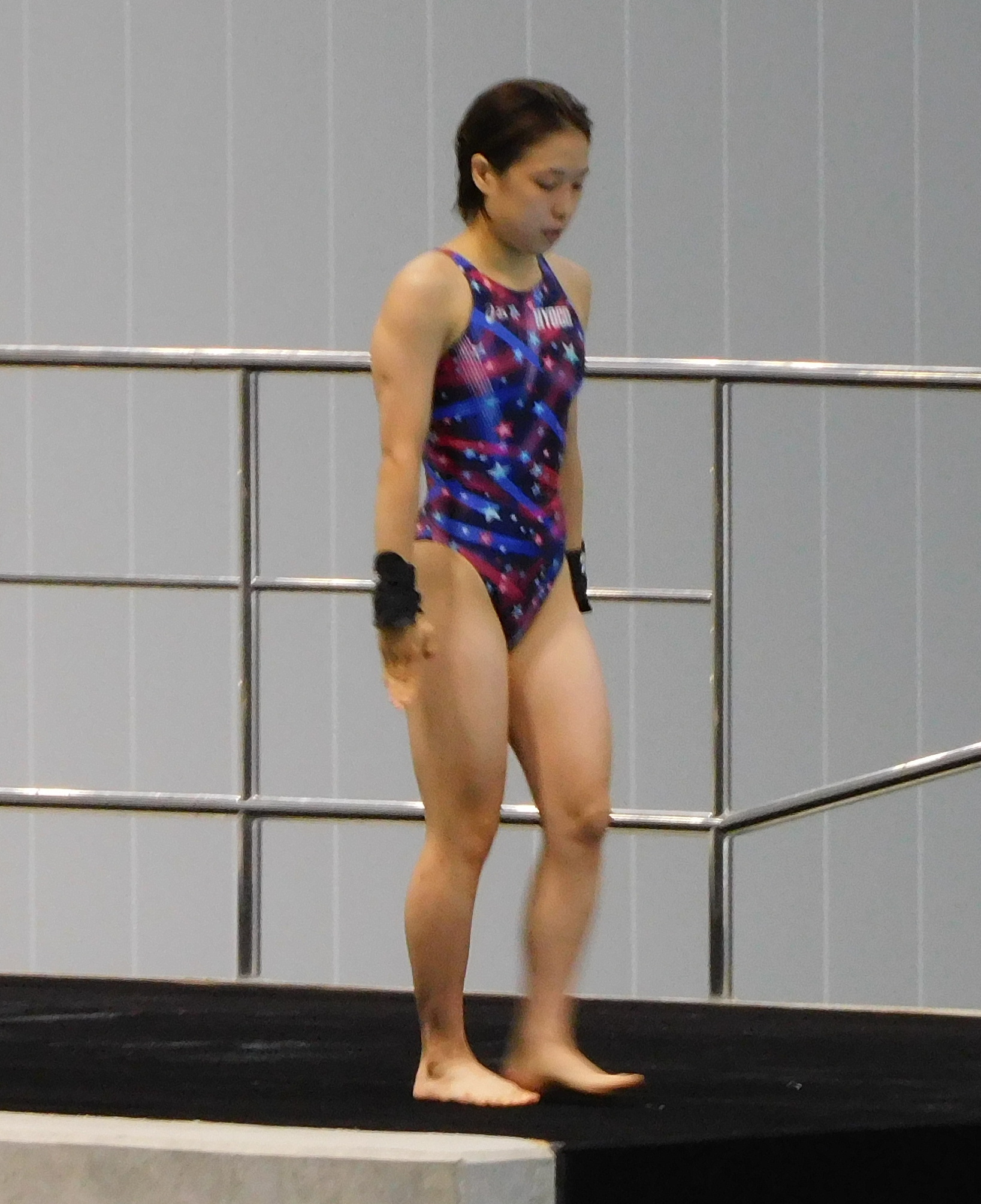

荒井祭里（日语：／ Arai Matsuri，2001年1月18日—）是一名日本女子跳水運動員，出身於兵庫縣伊丹市，現就讀於武庫川女子大學健康體育科學部。她從小學一年級起前往JSS寶塚游泳學校學習跳水，一開始在教練眼中並不顯眼，不過憑藉著自身努力練習不斷進步，高校時締造全國高校三連霸及全國二連霸的成就，並代表日本參加國際賽事。她曾獲得2016年國際泳聯跳水大獎賽新加坡站和2019年國際泳聯跳水大獎賽馬德里站女子10米跳台亞軍。

## 外部連結
- 荒井祭里的Instagram帳戶（日語）